# Tenrikyō au Congo

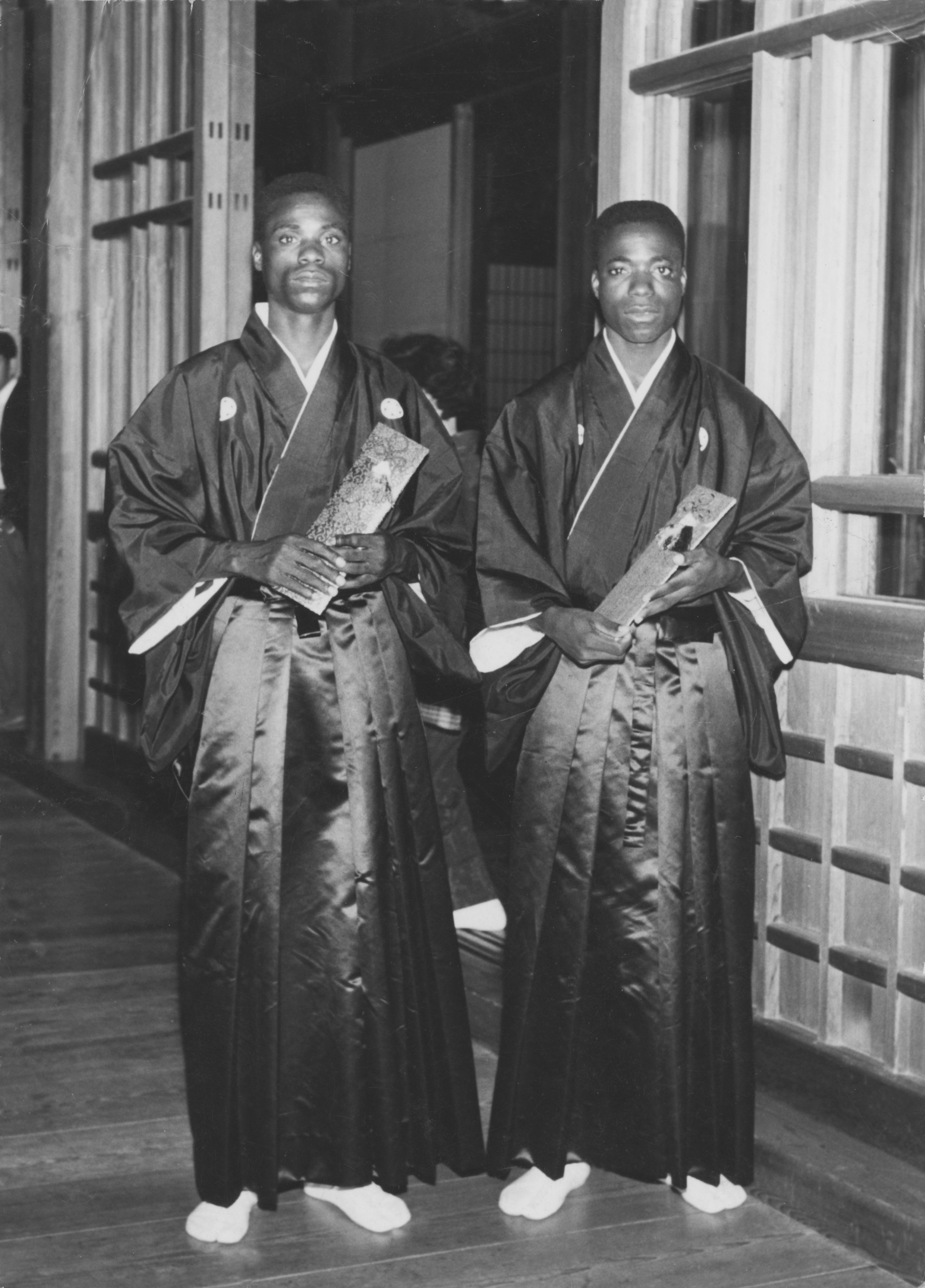
Alphonse Nsonga et son frère devenus yoboku à Tenri, au Japon.

Le tenrikyō est une religion japonaise classée comme shinshūkyō. 

## Description
Cette religion monothéiste a été fondée en 1838 par une femme, Miki Nakayama, nommée Oyasama. Depuis sa disparition en 1887, ses descendants dirigent le mouvement tenrikyō, ils se nomment shimbashira. Le deuxième shimbashira, Shōzen Nakayama, commence un tour du monde le 7 juillet 1960 dans un but prosélyte. Après avoir visité l’Europe, sa délégation s’envole pour l’Afrique du Sud. À la suite d’une panne le 24 septembre 1960, leur avion est immobilisé à l’aéroport Maya-Maya de Brazzaville pendant deux jours. Le pays vient d’accéder à l’indépendance un mois plus tôt (le 13 août 1960). 
Les quatre Japonais de la délégation sont contraints de dormir à Brazzaville, ils cherchent un taxi acceptant d’être réglé en yens ou en dollars. Les deux premiers chauffeurs refusent. Le troisième accepte. Ce chauffeur s’appelle Alphonse Nsonga, qui deviendra représentant-chef de tenrikyō au Congo. Il s'occupe de la délégation durant deux jours avec dévouement sans connaître les fonctions de Shōzen Nakayama. En 1961, une nouvelle délégation japonaise fait escale à Brazzaville à la recherche d’Alphonse Nsonga. Puis en 1962, ce dernier reçoit deux billets d’avion pour se rendre dans la ville de Tenri au Japon (préfecture de Nara), centre de la religion tenrikyō. Il s'y rend avec son jeune frère Antoine Mayouma. Après quatre mois, Alphonse rentre seul au Congo et laisse son frère à Tenri où celui-ci apprend le japonais et la médecine pendant huit ans. Lors d’un autre voyage au Japon en compagnie de sa femme, Alphonse Nsonga ramène au Congo les objets sacrés qui vont constituer l’autel d’Oyagami, Dieu de la religion du tenrikyō.

## Église dutenrikyōà Brazzaville
En novembre 1963, Shōzen Nakayama, le deuxième shimbashira, envoie Naohisa Takai comme premier missionnaire à Brazzaville. Celui-ci enseigne les rituels (tsutome) de tenrikyō, alors qu'il ne parle pas français. En 1964 arrive Teruaki Iida, professeur assistant à l’université de Tenri, qui transmet en français les principes de la religion du tenrikyō aux Congolais. Un poste missionnaire de tenrikyō est créé le 26 mars 1964. Puis le 19 novembre 1966, l’église du tenrikyō à Brazzaville est inaugurée. Le 26 avril 1966, Naohisa Takai est nommé premier représentant-chef de l’Église au Congo. Il est remplacé par Kunihiro Shimizu, nommé le 26 juillet 1967 deuxième représentant-chef de l’Église au Congo. Puis le 27 octobre 1971, Naohisa Takai est renommé troisième représentant-chef de l’église au Congo. Il prépare Alphonse Nsonga à devenir le quatrième représentant-chef de l’Église au Congo, celui-ci prend ses fonctions le 26 avril 1975. 
Le centre est fermé le 18 juillet 1989 et les missionnaires japonais rentrent au Japon. En 1996, Pierre Bazebibaka et trois fidèles sont invités huit mois à Tenri pour se former aux enseignements de tenrikyō et aux rites. Quand la guerre civile éclate au Congo à la fin de 1998, des pratiquants de l’église sont expulsés, l’église de Brazzaville est pillée. Alphonse Nsonga est à Paris pour soigner son cancer. Il faut alors tout reconstruire. Après la guerre civile, des missionnaires japonais sont à nouveau envoyés à Brazzaville. Après la mort d’Alphonse Nsonga en avril 2002, Pierre Bazebibaka devient le cinquième représentant-chef de l’Église au Congo le 26 juin 2003.